# Wilhelm Jobst
Wilhelm Jobst (* 27. Oktober 1912 in Eger; †  28. Mai 1947 in Landsberg am Lech), auch Willi Jobst und Willibald Jobst, war ein deutscher Mediziner. Er war ab 1943 SS-Hauptsturmführer und Lagerarzt in Konzentrationslagern.

## Biographie
Er beantragte am 6. Januar 1939 die Aufnahme in die NSDAP und wurde rückwirkend zum 1. November 1938 aufgenommen (Mitgliedsnummer 6.749.388). Jobst, seit September 1939 Mitglied der Waffen-SS, war zunächst als Lagerarzt im KZ Groß-Rosen eingesetzt und trat 1942 seinen Dienst als Lagerarzt im KZ Sachsenhausen an. Von Mai 1944 bis April 1945 war Jobst zunächst stellvertretender Standortarzt im KZ Mauthausen und kurz danach als Lagerarzt im oberösterreichischen KZ Ebensee, einem Außenlager des KZ Mauthausen, tätig.
Nach Kriegsende zählte Jobst zu den 61 Angeklagten des Dachauer Mauthausen-Hauptprozesses, der im Rahmen der Dachauer Prozesse stattfand. Zur Last gelegt wurde Jobst, in seiner Eigenschaft als Lagerarzt in Ebensee 1944/45 todkranke Häftlinge für Injektionen bestimmt zu haben. Des Weiteren belasteten ihn Zeugen, das Schlagen kranker Häftlinge durch Kapos geduldet und selbst auch geschlagen und getreten zu haben. Außerdem wurde Jobst wegen der Vernachlässigung der medizinischen Versorgung der Lagerinsassen in Ebensee angeklagt. Besondere Bedeutung kam in diesem Punkt dem Eingang eines Transportes von 1.000 bis 1.500 Häftlingen im Februar 1945 aus Schlesien zu, von denen in kurzer Zeit etwa 200 verstorben sein sollen.
Wilhelm Jobst entgegnete, er habe keine Selektionen kranker Häftlinge für Injektionen durchgeführt. Auch habe er das in seinen Möglichkeiten Liegende getan, um die Versorgung der Lagerinsassen zu gewährleisten. Die Todesrate des Häftlingszuganges führte er auf die schlechte gesundheitliche Konstitution der Insassen bereits vor Eintreffen in das Lager zurück.
Dem folgte das Gericht nicht. Am 13. Mai 1946 wurde Jobst durch das US-Militärgericht zum Tod durch den Strang verurteilt und am 28. Mai 1947 im Kriegsverbrechergefängnis Landsberg hingerichtet.